# 軍事輸送航空コマンド (ロシア航空宇宙軍)
軍事輸送航空コマンド（ぐんじゆそうこうくうコマンド、ロシア語:Командование Военно-транспортной авиации）はロシア航空宇宙軍中央司令部隷下の主要なコマンドの内の1つ。その前身は第61航空軍(ru)であり、輸送機を運用して、航空要員の輸送や作戦機向けの弾薬や燃料の補給などの航空兵站輸送といった航空支援作戦を行うほかに、陸上部隊の兵員・武器等の迅速な後方・前進基地間の展開・撤収を行ったり、空挺部隊の空中投下のような空中機動作戦といった陸上支援作戦を行う。

## 編制
軍事輸送航空コマンドは、2008年から始まったロシア軍の大規模な軍事改革により、2009年12月1日に第61航空軍から改編され設立された。設立当初は4個航空基地で編制されていたが、2011年に1個航空基地に統合された。2015年末時点で、大型輸送機（An-124×9機、An-22×4機、Il-76MD/MF×110機）、中型輸送機（An-12BK×65機）を装備する。

### 司令部
軍事輸送航空コマンド司令部（Штаба Командование Военно-транспортной авиации）は、モスクワに所在する。

### 第6955航空基地
第6955航空基地（6955-я авиационная база）は、トヴェリ州ミガラヴォ基地に本部を置く。隷下に5個航空群が組織され、ミガラヴォ、オレンブルク、セシャ、クレスチェイ、タガンログの各基地に置かれる。
- 第6955航空基地（6955-я авиационная база）：ミガラヴォ。
  - 第1航空群（1-я авиационная гроупа）：ミガラヴォ（トヴェリ州）。An-12、An-22、An-26、Il-76MD、Tu-134 北緯56度49分29.4秒 東経35度45分27.9秒 / 北緯56.824833度 東経35.757750度
  - 第2航空群（2-я авиационная гроупа）：オレンブルク（オレンブルク州）。An-12、An-24、An-26、Il-76M、Il-76MD 北緯51度42分37.4秒 東経55度1分14.5秒 / 北緯51.710389度 東経55.020694度
  - 第3航空群（3-я авиационная гроупа）：セシャ（ブリャンスク州）。An-124-100、Il-76M、Il-76MD 北緯53度42分54.2秒 東経33度20分15.9秒 / 北緯53.715056度 東経33.337750度
  - 第4航空群（4-я авиационная гроупа）：クレスチェイ（プスコフ州）。Il-76M、Il-76MD 北緯57度46分55.1秒 東経28度23分39.6秒 / 北緯57.781972度 東経28.394333度
  - 第5航空群（5-я авиационная гроупа）：タガンログ（ロストフ州）。Il-76MD 北緯47度14分47.3秒 東経38度50分25.0秒 / 北緯47.246472度 東経38.840278度

## 司令官
- ビクトル・カチャルキン中将、2007年2月22 - 2013年1月7日
- ウラジミール・ベネディクトフ少将、2013年1月7日 -